# Polski Cmentarz Wojenny w Loreto
Polski Cmentarz Wojenny w Loreto – jedna spośród czterech polskich nekropolii na ziemi włoskiej. Znajduje się tu 1081 lub 1112 grobów polskich żołnierzy 2 Korpusu Polskiego z okresu II wojny światowej.
Cmentarz założony został z inicjatywy bpa polowego Józefa Gawliny, który powierzył to zadanie o. Józefowi Bocheńskiemu. Terenem zawiadywał prowincjał oo. kapucynów, który sceptycznie podchodził to tego pomysłu. O. Bocheński odpowiedział mu po sienkiewiczowsku "Padre Molto Reverendo, ja jestem  grzeczny, więc proszę, a jeśli nie dasz to wezmę". Budowę cmentarza nadzorował inż. Roman Wajda.
Cmentarz położony jest na pomiędzy Sanktuarium Santa Casa w Loreto i Autostradą Adriatycką z amfiteatralnym widokiem na morze i na Ankonę. Na cmentarzu znajduje się 1081 grobów, w których spoczywają katolicy, żydzi, ewangelicy, prawosławni, a także jeden muzułmanin. Składa się on z trzech tarasów, zaś jego teren otoczony został kamiennym murem.
Na cmentarzu zostali pochowani m.in. mjr dypl. Stanisław Otton Drzewiecki (1910-1944), ppłk Emil Gruszecki (1897-1944), ppor. Zbigniew Okulicki (1924-1944), ppłk Tadeusz Borkowski (1890-1946).

## Galeria

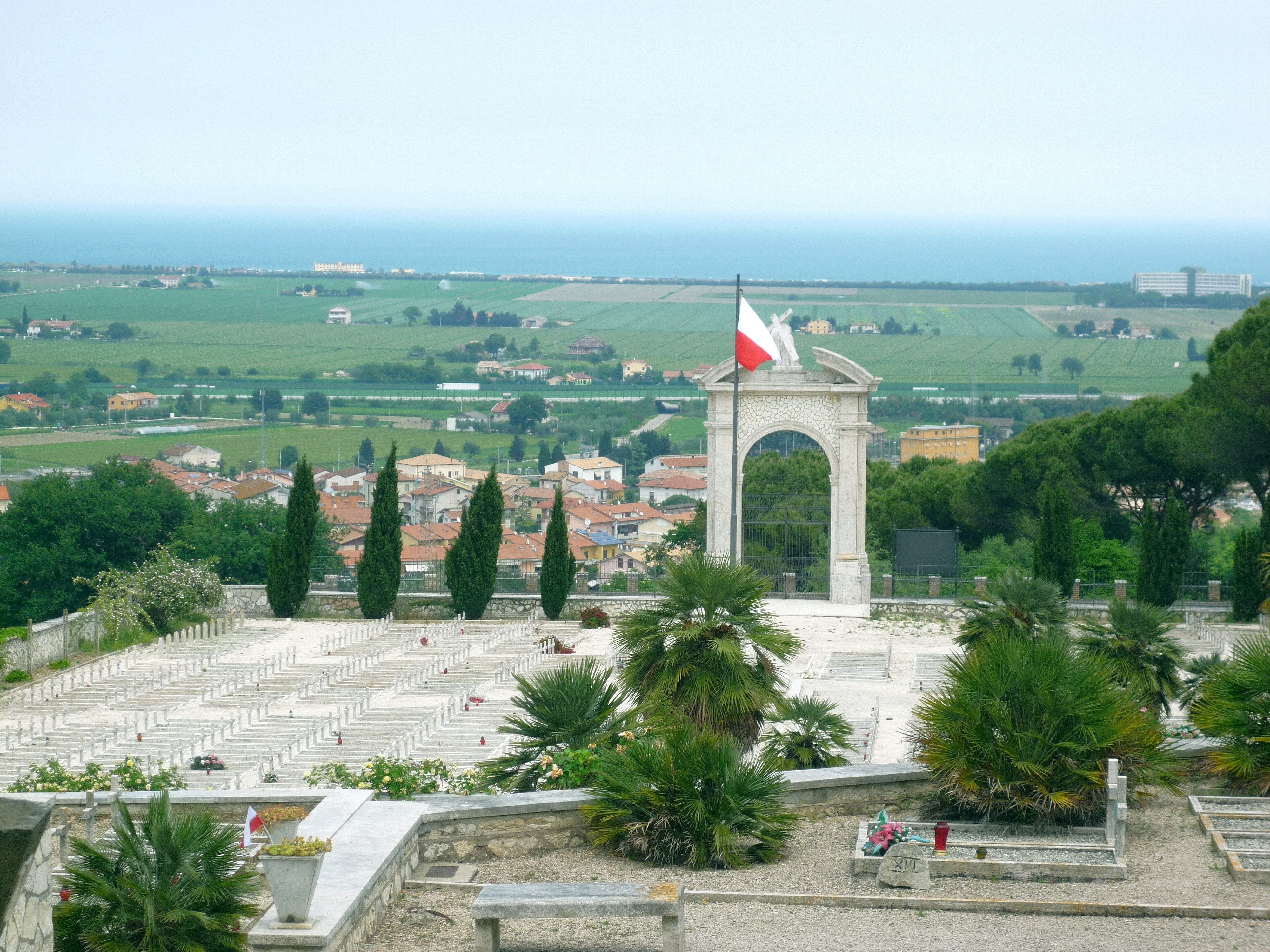
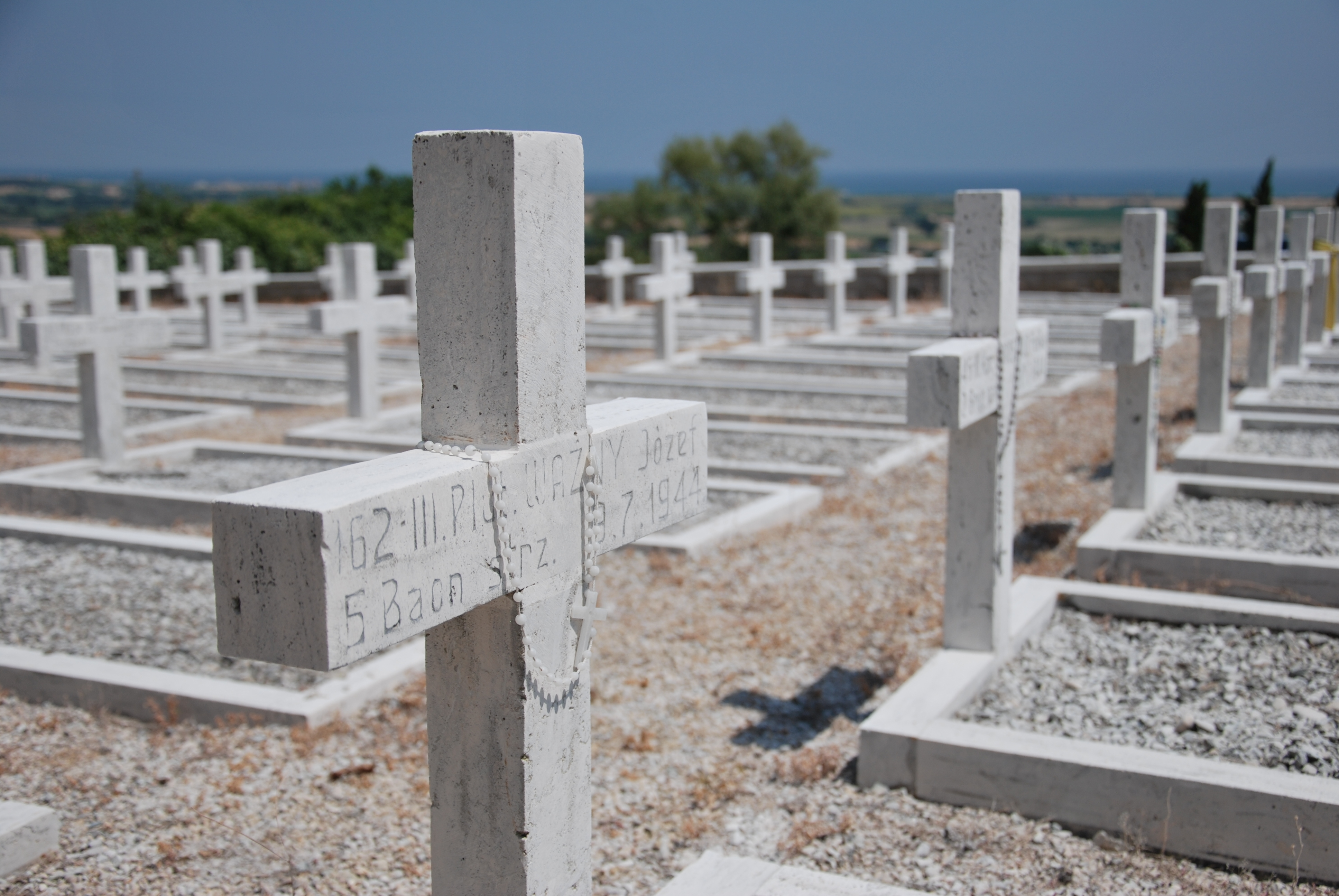
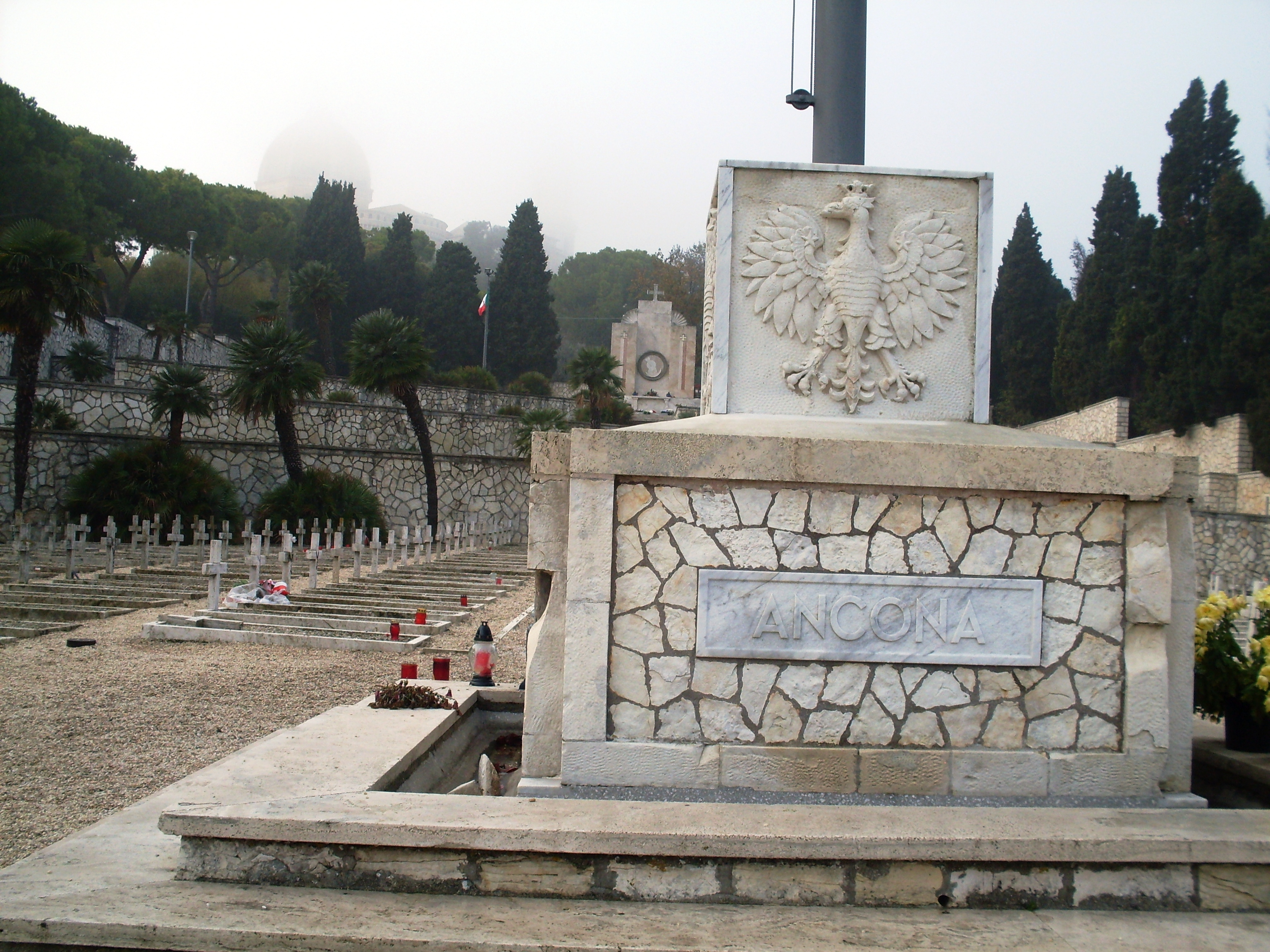
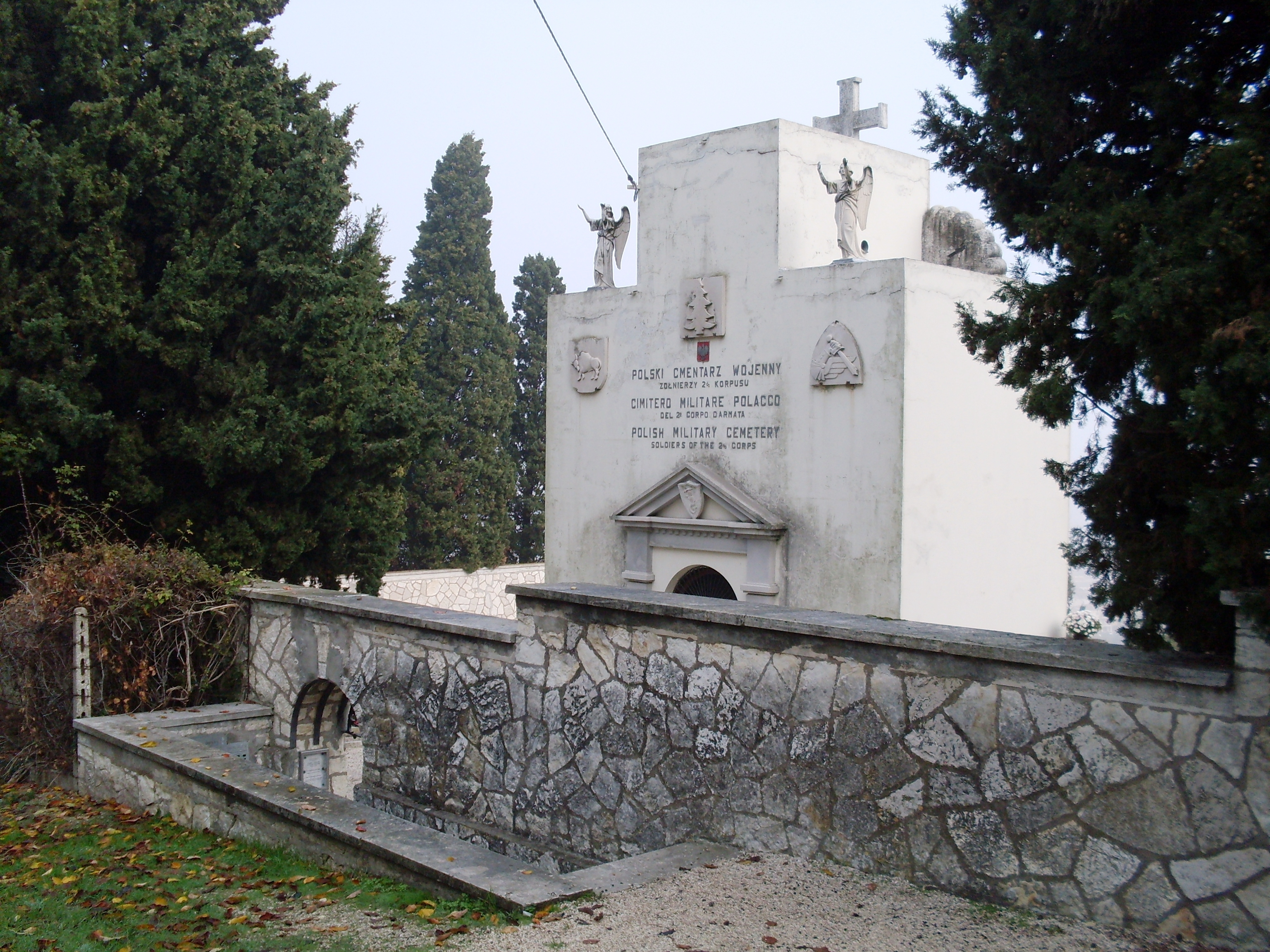
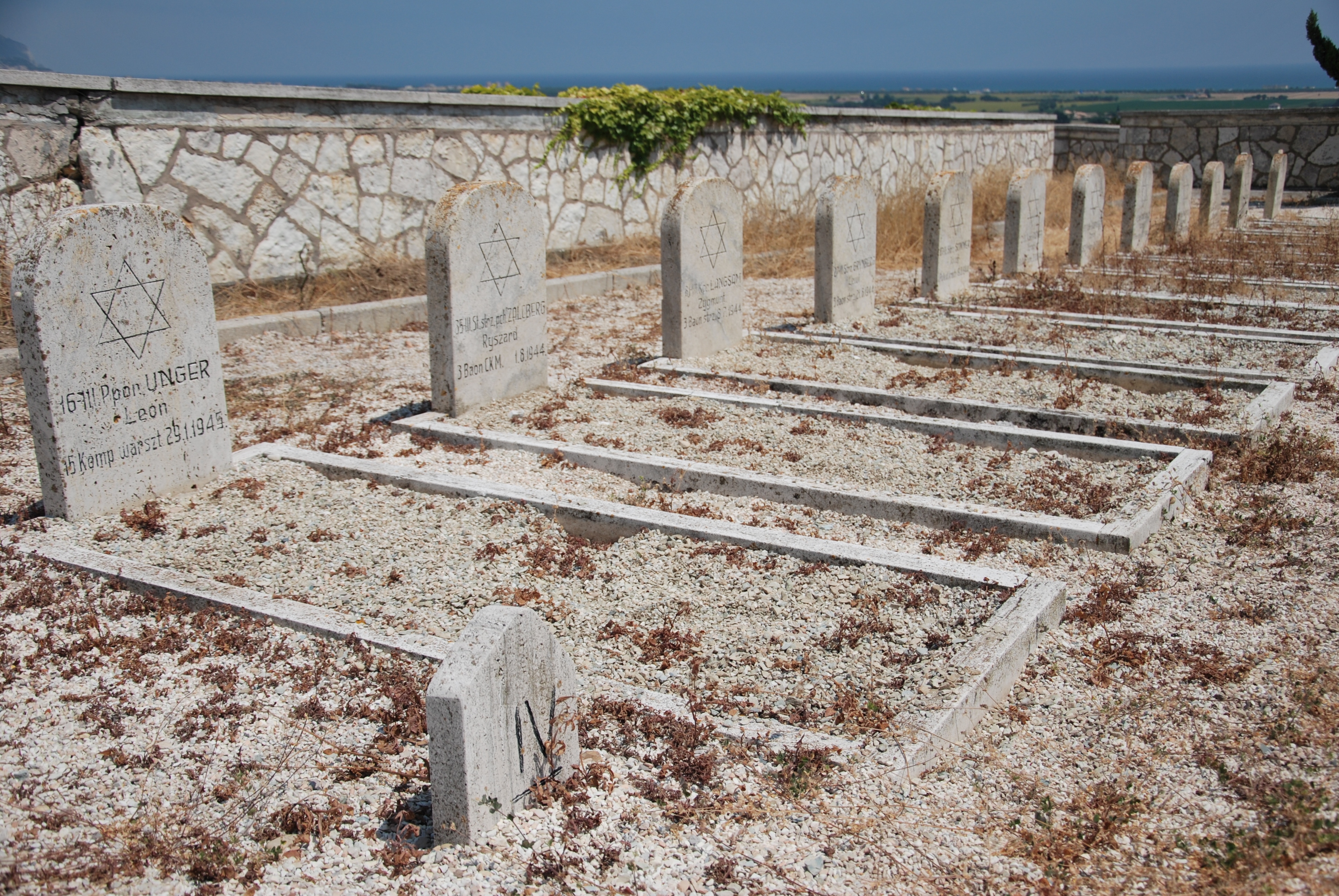
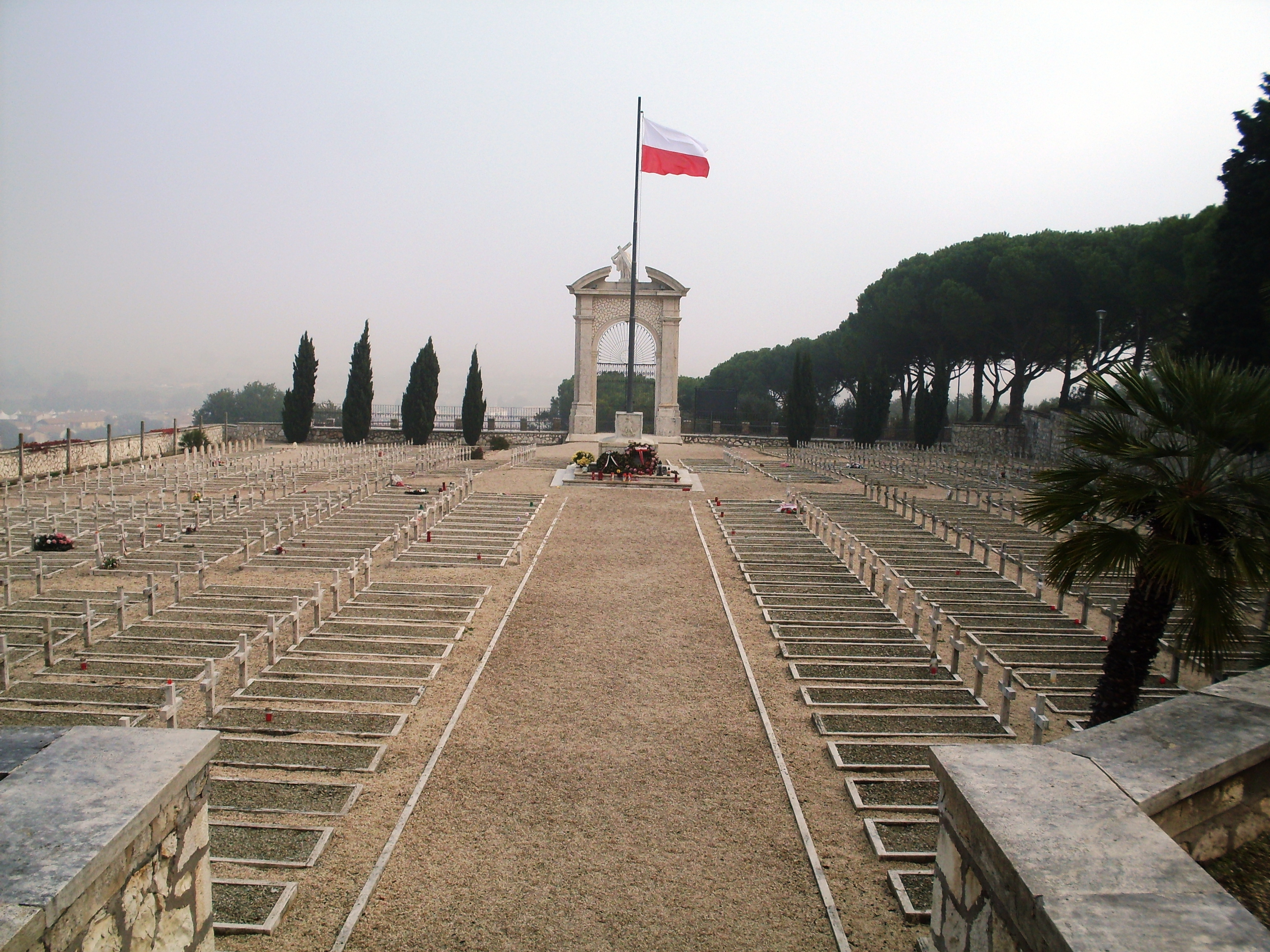